# تاكاشي ماسودا (رجل أعمال)
تاكاشي ماسودا (باليابانية: 木内貴史؛ بالكانا: きうち たかし) هو شخصية أعمال ياباني، ولد في 25 أغسطس 1940 في شيزوكا في اليابان.

## وصلات خارجية
- تاكاشي ماسودا على موقع الاتحاد الدولي لكرة السلة (الإنجليزية)
- تاكاشي ماسودا على موقع سبورتس رفرنس (الإنجليزية)
- تاكاشي ماسودا على موقع أوليمبيديا (الإنجليزية)